# سعيد فتاح
سعيد فتاح لاعب كرة قدم مغربي، من مواليد الدار البيضاء في 15 يناير 1986.

## البداية
بداية سعيد فتاح كانت مع نادي الرجاء الرياضي الذي لعب له من 2005 إلى 2011 ،
قبل أن ينتقل في يناير 2011 إلى الغريم التقليدي نادي الوداد . ثم عاد مرة أخرى إلى حضن الرجاء موسم 2014 ، ليلتحق بعدها في صفوف نادي الجيش الملكي موسم 2015 .

## على المستوى الدولي
تمكن سعيد فتاح من إقناع إريك غيريتس مدرب المنتخب المغربي بقدراته مما أدى بالأخير إلى استدعائه إلى المنتخب، وخاض أول مباراة دولية يوم 9 أكتوبر 2011 ضد منتخب تانزانيا في إطار الجولة السادسة والأخيرة من إقصائيات كأس أمم أفريقيا 2012 والتي انتهت بفوز المغرب 3-1 وضمان بطاقة التأهل .

## روابط خارجية
- سعيد فتاح على موقع الاتحاد الدولي (مؤرشف)  (الإنجليزية)
- سعيد فتاح على موقع قاعدة بيانات كرة القدم.إي يو (الإنجليزية)